# Marc Compernol
Le général Marc Compernol (Bruges, 8 avril 1957) a été le Chef de la Défense de l'armée belge,  et dirigeait donc le commandement général, du 13 juillet 2016, au 10 juillet 2020, date de son départ à la retraite et de son remplacement par l'Amiral Michel Hofman.

## Honneurs
- 2010 : 
  - Aide de camp du Roi[5].
  - Doyen d'honneur du travail
- 2017 : Grand-croix de l'ordre de la Couronne[6].
- 2019 : Officier de l'ordre d'Orange-Nassau[7].
- 2020 :  Commandeur de l'ordre de la Couronne de chêne[8]
- Legion of Merit
- Croix militaire (Belgique)